# Echium onosmifolium
Echium onosmifolium Webb & Berthel., conocido como tajinaste negro, es una especie de planta arbustiva perenne perteneciente a la familia Boraginaceae originaria de la Macaronesia.

## Descripción

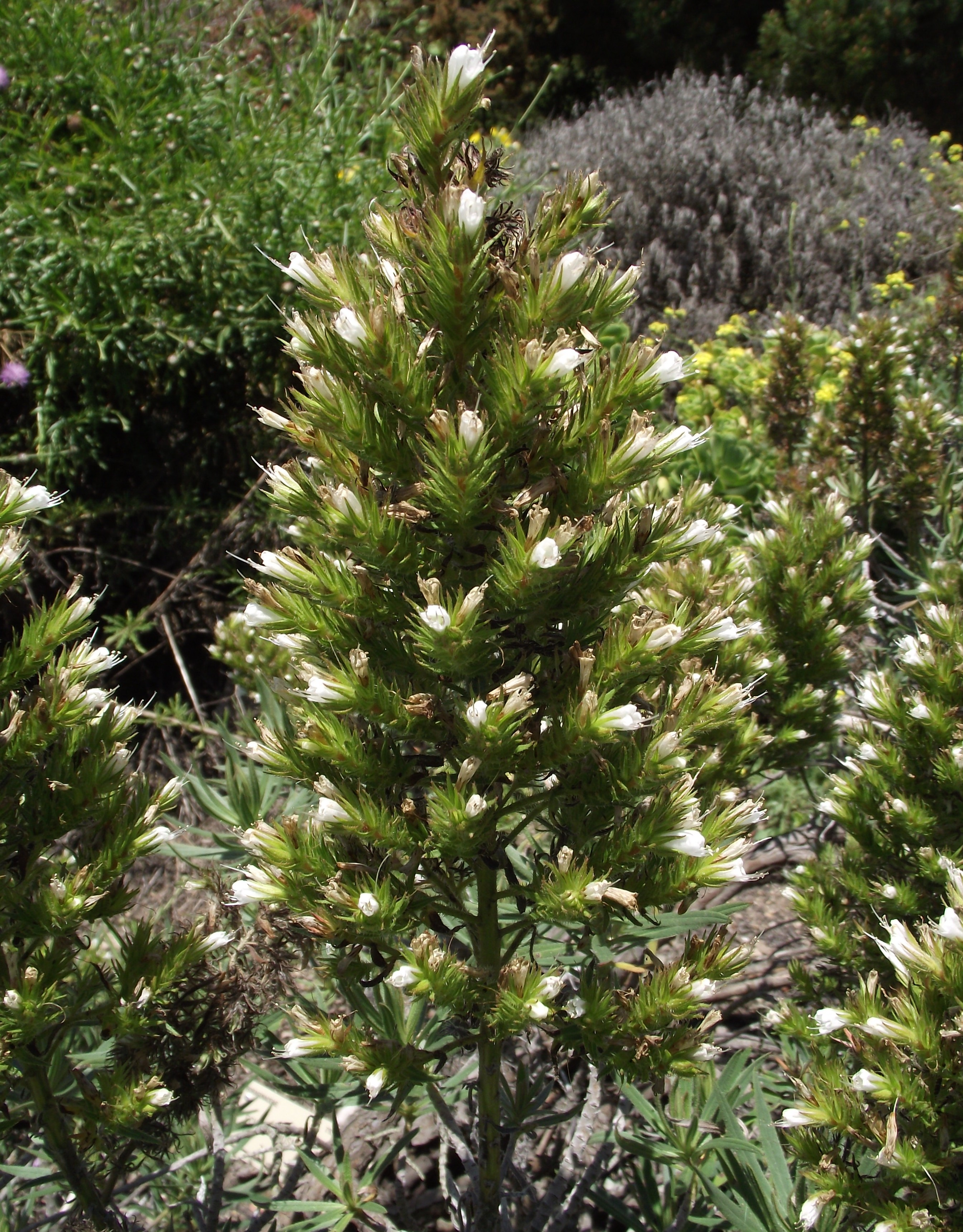
Detalle de la inflorescencia.

Son arbustos ramificados y con múltiples inflorescencias estrechas, que tienen forma cilíndrica. La corola no está comprimida lateralmente y es de color blanco-rosáceo. Las hojas, de lineares a lanceoladas,  tienen los bordes algo revolutos, con cerdas densas en el haz y pelos sencillos en el envés.
Se diferencian dos subespecies: la subsp. onosmifolium y la subsp. spectabile G.Kunkel.

## Distribución y hábitat
Es un endemismo de la isla de Gran Canaria en las islas Canarias ―España―.

## Taxonomía
E. onosmifolium fue descrita por Philip Barker Webb y Sabin Berthelot, y publicada en Histoire Naturelle des Îles Canaries en 1844.
Etimología
Echium: nombre genérico que deriva del griego echion, derivado de echis que significa víbora, por la forma triangular de las semillas que recuerda vagamente a la cabeza de una víbora.
onosmifolium: epíteto compuesto latino que alude a la similitud de las hojas de esta planta con las del género Onosma, no presente en las islas.

## Estado de conservación
Ambas subespecies se encuentran protegidas por la Orden de 20 de febrero de 1991 sobre protección de especies de la flora vascular silvestre de la Comunidad Autónoma de Canarias, incluyéndose en su Anexo II.

## Nombres comunes
La especie tipo se conoce en la isla como tajinaste negro, mientras que a la subespecie spectabile se la denomina a nivel académico como tajinaste de Güigüí o Guguy, por la región suroeste de la isla donde crece.